# IRIS²
IRIS² (також IRISS, Infrastructure for Resilience, Interconnectivity and Security by Satellite — інфраструктура стійкості, взаємозв'язку та безпеки за допомогою супутників) — це запланована багатоорбітальна група супутників для Інтернету, яку Європейський Союз має розгорнути до 2027 року
Вона призначена для надання послуг державним установам, а також комерційних послуг приватним особам. Її концепція є прямою відповіддю на зростаючу кількість великих супутникових інтернет-угруповань поза контролем ЄС, таких як Starlink або майбутній проект Койпера. Загальний бюджет проекту оцінюється в 2,4 мільярда євро, що фінансуватиметься з багаторічної фінансової програми на 2021—2027 роки.
Окрім використання для зв'язку, IRIS² також планується використовувати для космічного спостереження та виявлення висотних повітряних куль-розвідників.
IRIS² є частиною загальної космічної стратегії ЄС, яка включатиме майбутню Космічну стратегію ЄС для безпеки та оборони.

## Історія
Проєкт вперше анонсувала Рада ЄС у листопаді 2022 року Станом на  2023 , проект все ще знаходиться на стадії планування.